# Отрада (Башкортостан)
Отрада (баш. Отрада) — село в Альшеевском районе Республики Башкортостан Российской Федерации. Входит в состав Кипчак-Аскаровском сельсовете. Живут башкиры, русские (2002 год). Малая родина Героя Советского Союза М. И. Рабовалюка.

## География

### Географическое положение
Расстояние до:
- районного центра (Раевский): 24 км,
- центра сельсовета (Кипчак-Аскарово): 4 км,
- ближайшей железнодорожной станции (Раевка): 24 км.

## Население
| 2002 | 2009 | 2010 |
| ---- | ---- | ---- |
| 234  | ↘226 | ↘208 |

Согласно переписи 2002 года, преобладающие национальности — русские (26 %), башкиры (67 %).

## Инфраструктура
Личное подсобное хозяйство с зоной сельскохозяйственного использования, индивидуальная застройка усадебного типа.
Основа экономики — сельское хозяйство.

## Транспорт
Просёлочные дороги.